# Josip Burić
Josip Burić (na talijanskom Josepho Burić) (Kraljevica, 13. travnja 1910. – Rim, 4. ožujka 1997.), hrvatski svećenik, najbolji hrvatski poznavatelj Vatikanskih arhiva i među najvećim poznavateljima senjskoga Biskupskog arhiva. Većina njegovih radova nije tiskana, nego je ostala u rukopisima, a dosta radova je zapisao pod šiframa i pseudonimima. Kao pregledatelj i slagatelj arhiva obavio je teške i nezahvalne zadaće, osobito one koje drugi istraživači u pravilu preskoče. 

## Životopis
Rodio se u Kraljevici 1910. godine. Pučku školu i tri razreda građanske škole je završio u Kraljevici. Pod utjecajem mjesnog kapelana, oduševljava se za svećeništvo te je otišao u sjemenište, stoga nakon 3. razreda građanske škole 1923. otišao je u požešku gimnaziju, a siječnja 1924. u zagrebačko Dječačko sjemenište. Studirao je bogoslovlje na zagrebačkom Bogoslovnom fakultetu. Tijekom studija predsjedao je zborom zagrebačke duhovne mladeži. Studij je završio 1933. godine a lipnja iste godine ga je zaredio zagrebački nadbiskup Antun Bauer. 
Kao svećenik je službovao u Jelenju, gdje je bio kapelan do 1935. Nakon toga bio je biskupski tajnik, ceremonijar i bilježnik Duhovnog stola sve do kraja drugog svjetskog rata. Također je nakon što je otišao iz Jelenja predavao crkvenu povijest na senjskom Bogoslovskom sjemeništu. 
Ondje je predavao od 1935. do 1940. dogmatiku, crkvenu povijest i apologetiku.
U cijelom je tom razdoblju većinu svog vremena provodio u biskupskom arhivu, sređivajući i zapisujući najvrijednije događaje koji su bili u svezi s krbavskom, senjske i modruške biskupije. Tako je Senj bio mjestom njegovog boravka za ratnih dana. 
Kraj rata i neposredno poraće na području Hrvatske su bili iznimno opasni po katoličanstvo. Partizani su pobili brojne svećenike koji uopće nisu bili krivi, pa je što iz osobne sigurnosti, što ih sigurnosti povijesne imovine, trebalo je ispitati mogućnost gdje bi se moglo sloniti vrijednu arhivsku građu senjskog biskupijskog arhiva i riznice, pa se je zaputio u Rijeku s mons. Antunom Golikom. S obzirom na to da su brojni svećenici bili ubijeni, riječki ih je biskup savjetovao neka nastave dalje prema Italiji. Pješice su stigli u Trst, te preko Padove u Rim. Ondje su 18. svibnja 1945. našli boravište u papinskom hrvatskom zavodu sv. Jeronima. Ondje je bio knjižničar, arhivar i orguljaš. U Rimu je pošao na Gregorijanu studirati crkvenu povijest. Doktorirao je 1948. disertacijom Biskupija senjska i modruška za vrijeme biskupa Ivana Antuna Benzonija (1730. – 1745.), čiji je dio tiskan 1968. godine.
Neko je vrijeme boravio u briksenskoj biskupiji. Zbog bolestio je prešao u Baldissero, u biskupiju Ivreu, gdje je bio kapelanom njemačkih sestara Naše Gospe. Potom je boravio godinu dana kod salvatorijanaca u mjestašcu Chieriju. Na poziv mons. Fabijana Veraje i kolega (Ivana Tomasa i Milana Simčića) je rujna 1962. otišao u Grottaferratu gdje je uz njihov rad, zalaganje, trošak te potporu iz hrvatske emigracije obnovljena hrvatska misijska centrala za emigraciju i osnovan Dom bl. Nikole Tavelića. Ondje će Burić ostati do kraja života. U istom je mjesto uređivao časopis Novi život od 1962. do 1968. godine te zbornik Radovi Hrvatskog povijesnog instituta. Kao i u domovini, većinom je radio, slagao i proučavao spise u vatikanskom arhivu, osobito Propagandinu povijesnom arhivu. Pisao je i u salzburškom Glasniku Srca Isusova Marijina.
21. travnja 1970. ga je papa Pavao VI. imenovao klerikom beneficijatom (s nadarbinom) u bazilici sv. Petra u Rimu. Dužnost je obnašao do smrti. 
Umro je 1997., a pokopan je u Rimu, groblju Campo Veranu u grobnici papinskog hrvatskog zavoda sv. Jeronima.

## Djela
- Le Diocesi di Segna e di Modrussa durante l'episcopato di Giovanni Antonio Benzoni:

1730-1745, typ. Pontificiae universitatis gregorianae, 1968.
- Ilirski kolegij u Garganskom gorju u 17. stoljeću, 1965.[4] (u Mandićevu zborniku)
- Pobjeda Šćaveta, 1966.[5]
- Iz prošlosti hrvatske kolonije u Rimu, 1966.[6]
- Kanonici hrvatskog kaptola sv. Jeronima u Rimu, 1971. (u Sakačevu zborniku)
- Libri croati pubblicati a cura della S. C. de Propaganda Fide, 1973.
- Iz prošlosti Kraljevice, 1990.
- Život i običaji Svete zemlje u Isusovo vrijeme, 1998.

Uredio je i skupio tri pjesmarice. Skladateljem je jedne hrvatske mise. Neobjavljena mu je zbirka šala.